# Łukówek Piękny (gromada)
Łukówek Piękny – dawna gromada, czyli najmniejsza jednostka podziału terytorialnego Polskiej Rzeczypospolitej Ludowej w latach 1954–1972.
Gromady, z gromadzkimi radami narodowymi (GRN) jako organami władzy najniższego stopnia na wsi, funkcjonowały od reformy reorganizującej administrację wiejską przeprowadzonej jesienią 1954 do momentu ich zniesienia z dniem 1 stycznia 1973, tym samym wypierając organizację gminną w latach 1954–1972.
Gromadę Łukówek Piękny z siedzibą GRN w Łukówku Pięknym (obecnie część wsi Łukówek) utworzono – jako jedną z 8759 gromad na obszarze Polski – w powiecie chełmskim w woj. lubelskim na mocy uchwały nr 7 WRN w Lublinie z dnia 5 października 1954. W skład jednostki weszły obszary dotychczasowych gromad Bukowa Mała wieś, Bukowa Mała kol., Iłowa, Łukówek Górny i Łukówek Piękny ze zniesionej gminy Bukowa w tymże powiecie. Dla gromady ustalono 13 członków gromadzkiej rady narodowej.
1 stycznia 1960 gromadę zniesiono, włączając jej obszar do gromad Bukowa Wielka (Bukowa Mała wieś, Bukowa Mała kol., Łukówek Piękny wieś i kol., Holendernia kol., Siedliska kol., Łukówek Górny wieś i kol. oraz Kazimierówka kol.) i Ruda Huta (wieś i kol. Iłowa, Łukówek Piękny na Iłowie kol., Łukówek Piękny na Rudni kol. oraz Rudnia wieś i kol.) w tymże powiecie.